# 高文秀
高文秀，生卒年不详，元代东平路（今山东省东平县）人。元代著名杂剧作家。据《录鬼簿》、《金陵新志》，《东平府新学记》等记载，高文秀曾就学于东平府学，曾在江苏溧水和山阳等地任职。著有杂剧三十餘种，多以水浒中李逵为题材。人称“小汉卿”。

## 重要作品
- 《黑旋风双献功》，写李逵奉宋江之命，下山救出被陷害入獄的朋友 。
- 《黑旋风大闹牡丹园》。
- 《黑旋风借尸还魂》，简称《借尸还魂》。
- 《黑旋风诗酒丽春园》，简称《诗酒丽春》。
- 《黑旋风敷演刘耍和》，简称《敷衍刘耍和》。
- 《黑旋风乔教学》。
- 《黑旋风穷风月》。
- 《黑旋风斗鸡会》，简称《斗鸡会》。
- 《双献头武松大报仇》。
- 《保成公径赴渑池会》， 写戰國藺相如完璧歸趙，澠池赴會，及廉頗負荊的故事。
- 《好酒赵元遇上皇》。
- 《须贾谇范睢》。
- 《刘玄德独赴襄阳会》，简称《襄阳会》，写刘备襄阳赴会、檀溪脱险、樊城大捷的故事。
- 《周瑜谒鲁肃》。

## 参看
元曲